# Pedestrianismus
Pedestrianismus (engl. pedestrianism) war eine vor allem im 19. Jahrhundert praktizierte Form der meist professionellen Wettkämpfe im Laufen oder Gehen über eine lange Distanz. Hieraus haben sich sowohl der Ultra-Langstreckenlauf als auch das Wettgehen entwickelt. Im späten 18. und im 19. Jahrhundert war das Zuschauen bei den Wettkämpfen der pedestrians eine beliebte Form der Unterhaltung, wie Pferderennen, ehe sie durch Radrennen abgelöst wurde. Schon im 17. Jahrhundert ließen Adlige ihre die Kutsche begleitenden footmen (Diener) um die Wette laufen, um z. B. im nächsten Restaurant das Essen zu bestellen. Aus diesen Wettkämpfen entwickelte sich auch mit Hilfe der Unterhaltungspresse am Ende des 18. Jahrhunderts eine Fülle von Langstreckenwettbewerben, die man dann Pedestrianismus nannte.

## Besondere Läufe
Die überschwängliche Begeisterung fing mit Captain Robert Barclay Allardice an, der vom 1. Juni bis 12. Juli 1809 auf der Pferderennbahn in Newmarket 1000 Meilen (ca. 1609,3 km) in 1000 aufeinander folgenden Stunden ging und dafür ein Preisgeld von 1000 Guineas (ca. 50.000 EUR heute) erhielt. Zu dem Ereignis kamen ca. 10.000 Zuschauer. Ein beliebter Wettkampf (Centurion) bestand darin, 100 Meilen (ca. 160,9 km) in 24 Stunden zu gehen (oder eher joggen). Zu den wirklichen Ultralangstreckenläufern gehörte auch der Norweger Mensen Ernst, der 1836 in 59 Tagen von Konstantinopel nach Kalkutta und zurück, eine Wegstrecke von 8.300 km mit durchschnittlichen Tagesetappen von 150 km lief.

## Weltmeisterschafts-Gürtel
Der Höhepunkt des Pedestrianismus waren die Wettkämpfe in New York und London um den von Sir John Astley gestifteten Gürtel um die Weltmeisterschaft im Sechs-Tage-Lauf. Wegen der Feiertagsheiligung wurde nicht am Sonntag gelaufen. In ausverkauften Messehallen liefen die Teilnehmer fast den ganzen Tag (ca. 20 Stunden pro Tag). Zwischen 1875 und 1880 wurde der Weltrekord von 500 Meilen (ca. 804,7 km) schließlich von George Littlewood in New York auf 623,75 Meilen (ca. 1003,8 km) in 139 Stunden und 59 Minuten gesteigert. Littlewood hörte vier Stunden vor dem Ende der Veranstaltung auf, um den Weltrekord bei einer anderen Gelegenheit noch weiter verbessern zu können, was ihm aber nicht gelang. Ohne Rekorde blieben auch bald die Zuschauer weg, sodass der Pedestrianismus allmählich an Bedeutung verlor. Die Trainingsmethoden wurden allerdings überliefert. Die Weltrekorde von Hannes Kolehmainen sind darauf zurückzuführen, dass er von seinem älteren Bruder, der in den USA pedestrian war, trainiert wurde. Erst 2005 wurde Littlewoods Rekord von Yiannis Kouros gebrochen, der 1036,850 km lief.